# NGC 565
NGC 565 é uma galáxia espiral (Sa) localizada na direcção da constelação de Cetus. Possui uma declinação de -01° 18' 21" e uma ascensão recta de 1 horas, 28 minutos e 10,0 segundos.